# Асфальтены
Асфальте́ны — наиболее высокомолекулярные компоненты нефти. Твёрдые хрупкие вещества чёрного или бурого цвета; размягчаются в инертной атмосфере при 200—300 °С с переходом в пластичное состояние; плотность около 1,1 г/см3; среднечисленная молекулярная масса 1000—5000, индекс полидисперсности 1,2—3,5. Растворимы в бензоле, CS2, CHCl3, CCl4, не растворимы в парафиновых углеводородах, спирте, эфире, ацетоне.
Содержание асфальтенов в нефтях колеблется от 1 до 20%. Элементный состав (%): С (80—86), Н (7—9), О (2—10), S (0,5—9), N (до 2); в микроколичествах присутствуют V и Ni (суммарное содержание 0,01—0,2%), Fe, Ca, Mg, Cu и др. металлы, входящие в состав металлокомплексных соединений, например, металлопорфиринов.
В состав молекулы асфальтена входят фрагменты гетероциклических, алициклических и конденсированных углеводородов, состоящие из 5—8 циклов. Крупные фрагменты молекул связаны между собой мостиками, содержащими метиленовые группы и гетероатомы. Наиболее характерные заместители в циклах — алкилы с небольшим количеством углеродных атомов и функциональные группы, например, карбонильная, карбоксильная и меркаптогруппа. Асфальтены склонны к ассоциации с образованием надмолекулярных структур, представляющих собой стопку плоских молекул с расстоянием между ними около 0,40 нм. Определение молекулярной массы проводят обычно эбулиоскопически при повышенных температурах или низких концентрациях в нитробензоле.
Между асфальтенами, нефтяными смолами и нефтяными маслами имеется схожесть химических процессов. При переходе от масел к смолам и асфальтенам увеличивается количество конденсированных циклов, гетероатомов, величина молекулярной массы, уменьшается отношение Н/С. Термополиконденсация асфальтенов приводит сначала к образованию карбенов, затем карбоидов (см. Битумы нефтяные) и кокса. При термополиконденсации смол или висбрекинге гудронов происходит дегидрирование, дегидроциклизация и деалкилирование, вследствие чего образуются вторичные асфальтены, характеризующиеся высокой степенью ароматичности. В условиях мягкого гидрогенолиза асфальтены превращаются в смоло- и маслообразные вещества.
Асфальтены — остаточный продукт экстракции тяжёлых нефтяных остатков гексаном («горячий способ» Гольде). В промышленности такую экстракцию осуществляют жидким пропаном или бутаном (см. Деасфальтизация). Наличие в асфальтенах V и Ni, являющихся ядами катализаторов нефтепереработки, значительно ограничивает возможности получения моторных топлив на базе нефтяных остатков.
Асфальтены — вулканизующие агенты, ингибиторы коррозии и радикальных реакций, наполнители композиционных полимерных материалов, сырьё для получения V и Ni. В составе гудронов и битумов используются для создания дорожных покрытий, изготовления гидроизоляционных материалов, кровельных изделий и др.